# Zhang Huiqiang
Zhang Huiqiang, född 14 oktober 1976, är en friidrottare från Kina. Han deltog vid olympiska sommarspelen 1996.